# Dolabrifera dolabrifera
Dolabrifera dolabrifera is een slakkensoort uit de familie van de Aplysiidae. De wetenschappelijke naam van de soort is voor het eerst geldig gepubliceerd in 1828 door Rang.